# Alesanco
Alesanco es un municipio español de la comunidad autónoma de La Rioja.
Por el pueblo discurre el Río Tuerto (La Rioja).

## Historia
En la Crónica Albeldense se menciona la famosa expedición que llevó a cabo Alfonso I, rey de Asturias por la ribera del Ebro en el año 740. En dicho relato se refieren las localidades destruidas: Mirandam (Actual Miranda de Ebro), Revendecam, Carbonariam, Abeicam (Ábalos, desde donde cruzó el Ebro), Brunes (Podría ser Briones pero no es del todo seguro), Cinissariam (Actual Cenicero) y Alesanco.
Era una de las históricas catorce villas que conformaban la Hermandad o Junta del Valpierre, la comunidad que administraba los terrenos comuneros del alto del Valpierre y que tenían potestad de nombrar alcalde de esos terrenos (alcalde de la Yunta).
En el año 1790 Alesanco fue uno de los pueblos fundadores de la Real Sociedad Económica de La Rioja, la cual era una de las sociedades de amigos del país fundadas en el siglo XVIII conforme a los ideales de la ilustración.

## Etimología
En un bula de 1199 por la que se concedían privilegios al monasterio de San Millán de la Cogolla aparece nombrado como Alesancho, que según Corominas, tras desestimar la posibilidad de relacionarlo con aliso, por la e, piensa que su origen está en el antropónimo Alesianko, próximo a Alesia y con sufijo indoeuropeo -Anko. Para Alarcos, deriva de una base Alisancum, que parte de una raíz Alis, constituyendo un ejemplo de la existencia de personas de la tribu de los Ambrones, que fueron desde Iliria hasta Iberia. Con estas indicaciones el topónimo Alesanco es un antropónimo de época prerromana, quizá emparentado con Alexandro, que aparece como sede episcopal que se extendía sobre caristos y várdulos.

## Geografía humana

### Demografía
Cuenta con una población de 480 habitantes (INE 2024).
| Gráfica de evolución demográfica de Alesanco entre 1842 y 2021                                                        |
| |
| Población de derecho según los censos de población del INE. Población de hecho según los censos de población del INE. |

Aunque en el municipio están censadas unas 500 personas que habitan durante todo el año, Alesanco posee una gran cantidad de segundas residencias de personas de La Rioja, País Vasco o Burgos, por lo que la población se dispara durante los meses de verano según los últimos estudios del INE (2019 y 2021) en un 1.018% aproximadamente, pasando de los 500 habitantes habituales a los 5.000 habitantes estivales. Esto supone un reto en la gestión de los recursos municipales como agua o recogida de basuras, para una localidad tan pequeña.

## Hijos Ilustres
Ha habido una disputa abierta entre Alesanco y la cercana localidad de Hervías acerca de donde nació realmente Zenón de Somodevilla y Bengoechea, Marqués de la Ensenada, debido a la existencia de dos partidas de bautismo, ambas auténticas. La de Hervías está fechada el 25 de abril de 1702 y la de Alesanco el 2 de junio de ese mismo año.

## Administración
| Periodo   | Nombre                                                    | Partido |
| --------- | --------------------------------------------------------- | ------- |
| 1979-1983 | Lorenzo Marín del Río/Alberto Rubio Moneo                 | UCD     |
| 1983-1987 | Alfredo Uruñuela Arambarri                                | PSOE    |
| 1987-1991 | Alfredo Uruñuela Arambarri                                | PSOE    |
| 1991-1995 | Alfredo Uruñuela Arambarri/José Antonio Reinares Martínez | PSOE    |
| 1995-1999 | Justo Vegas Agüero                                        | PP      |
| 1999-2003 | Justo Vegas Agüero                                        | PP      |
| 2003-2007 | Justo Vegas Agüero                                        | PP      |
| 2007-2011 | José Antonio Reinares Martínez                            | PSOE    |
| 2011-2015 | José Antonio Reinares Martínez                            | PSOE    |
| 2015-2019 | José Antonio Reinares Martínez                            | PSOE    |
| 2019-2023 | León Ángel Albelda Prado                                  | PP      |
| 2023-act. | León Ángel Albelda Prado                                  | PP      |

## Patrimonio
- Iglesia de la Asunción: Del siglo XVI.
- Ermita de la Virgen del Prado.

## Cultura

### Deportes
En Alesanco se encuentra el Club Deportivo Alesanco, el cual milita en la Tercera División (Grupo 20)de Fútbol Sala.

## Galería de imágenes

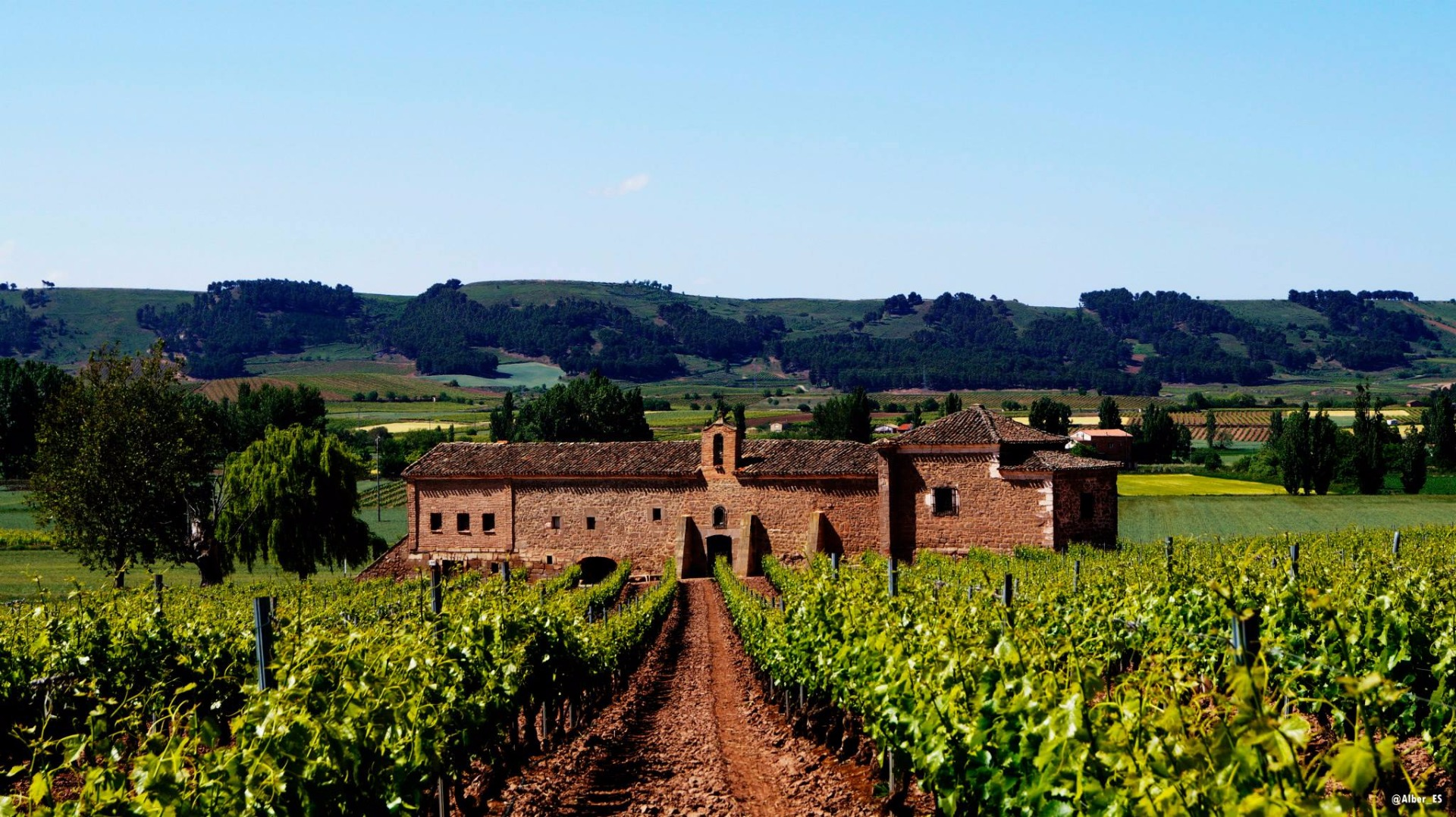
Ermita de Alesanco 2016

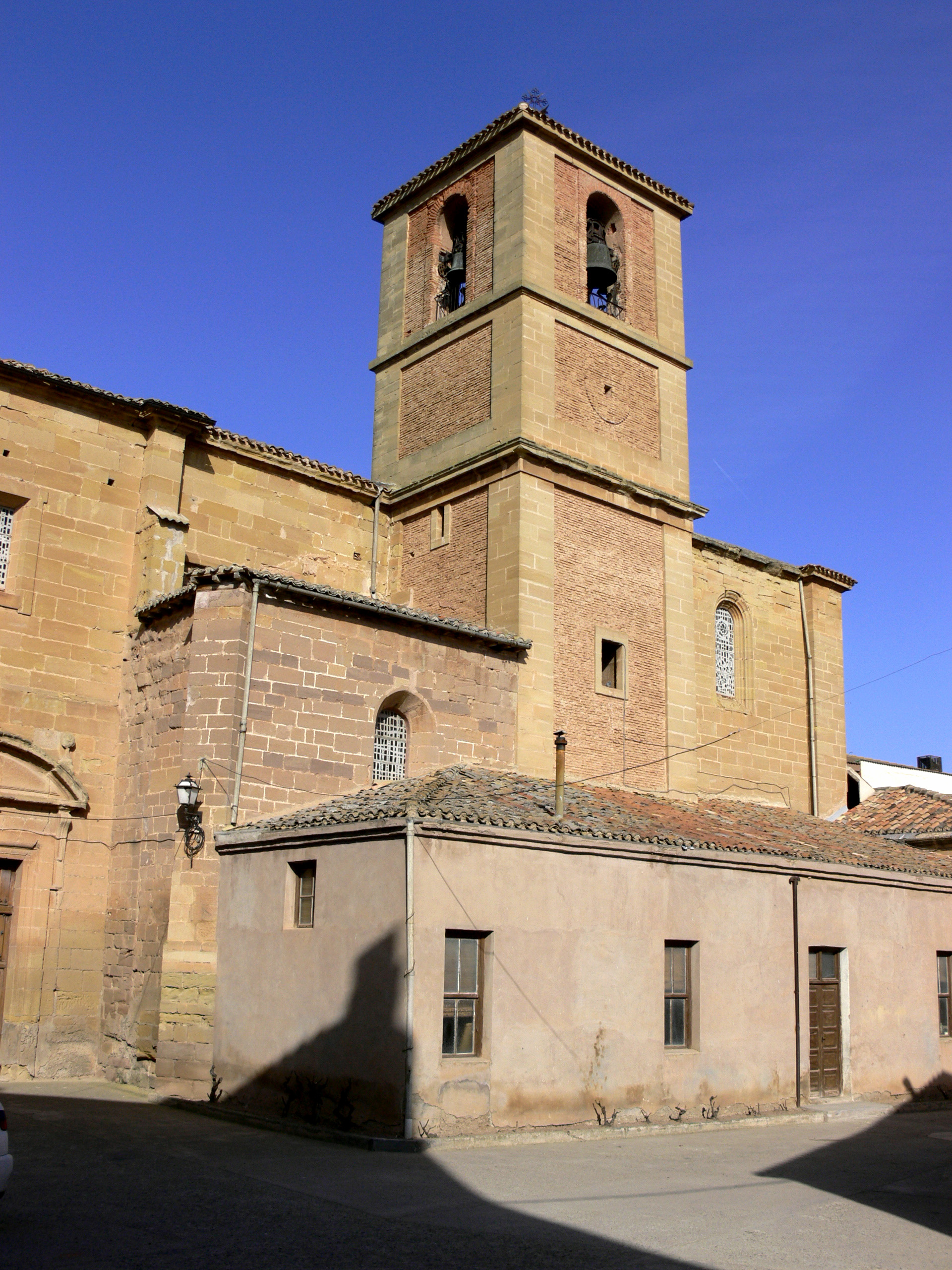
Iglesia de la Asunción (sXVI).
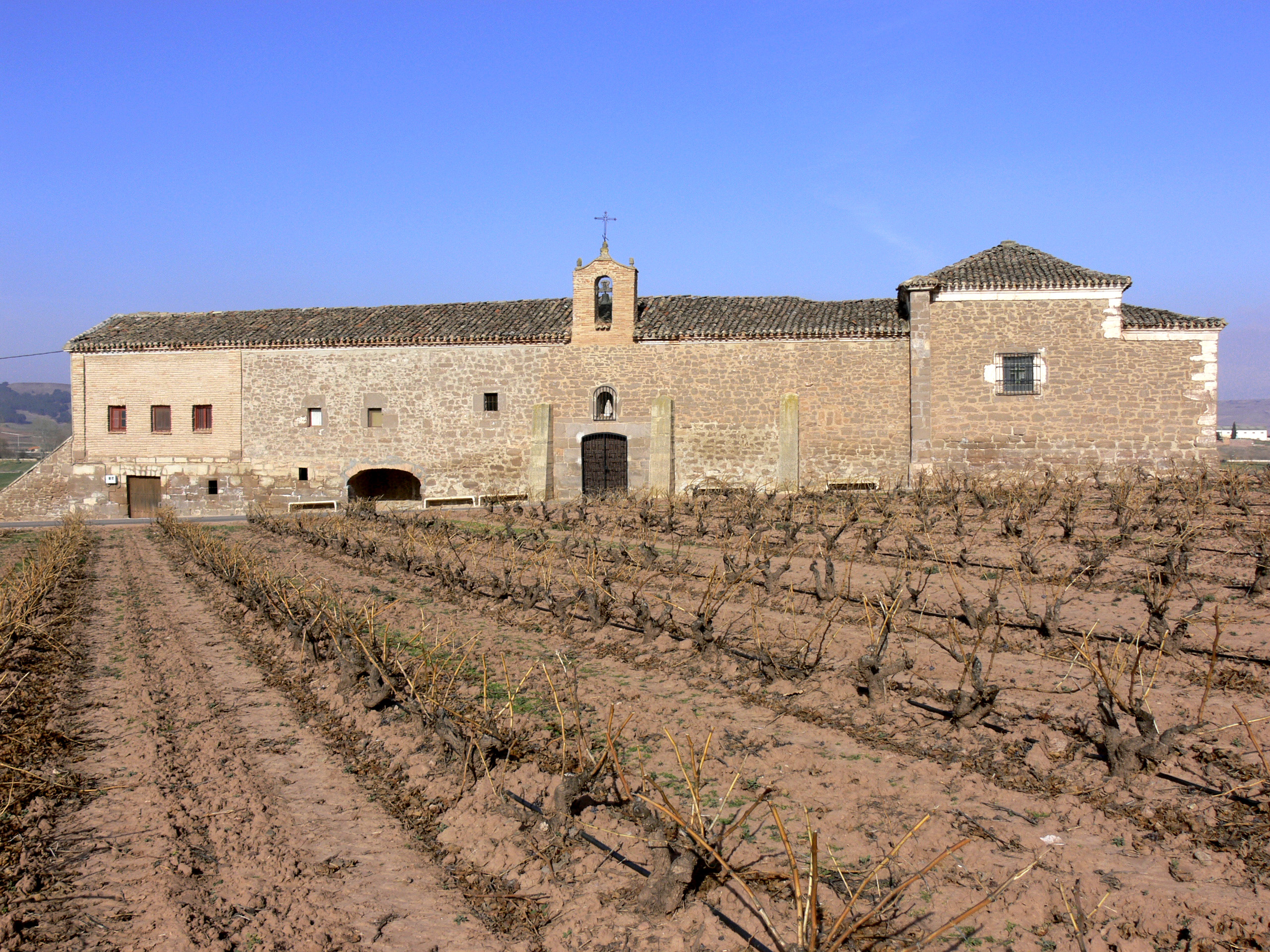
Vista frontal de la Ermita de la Virgen del Prado.

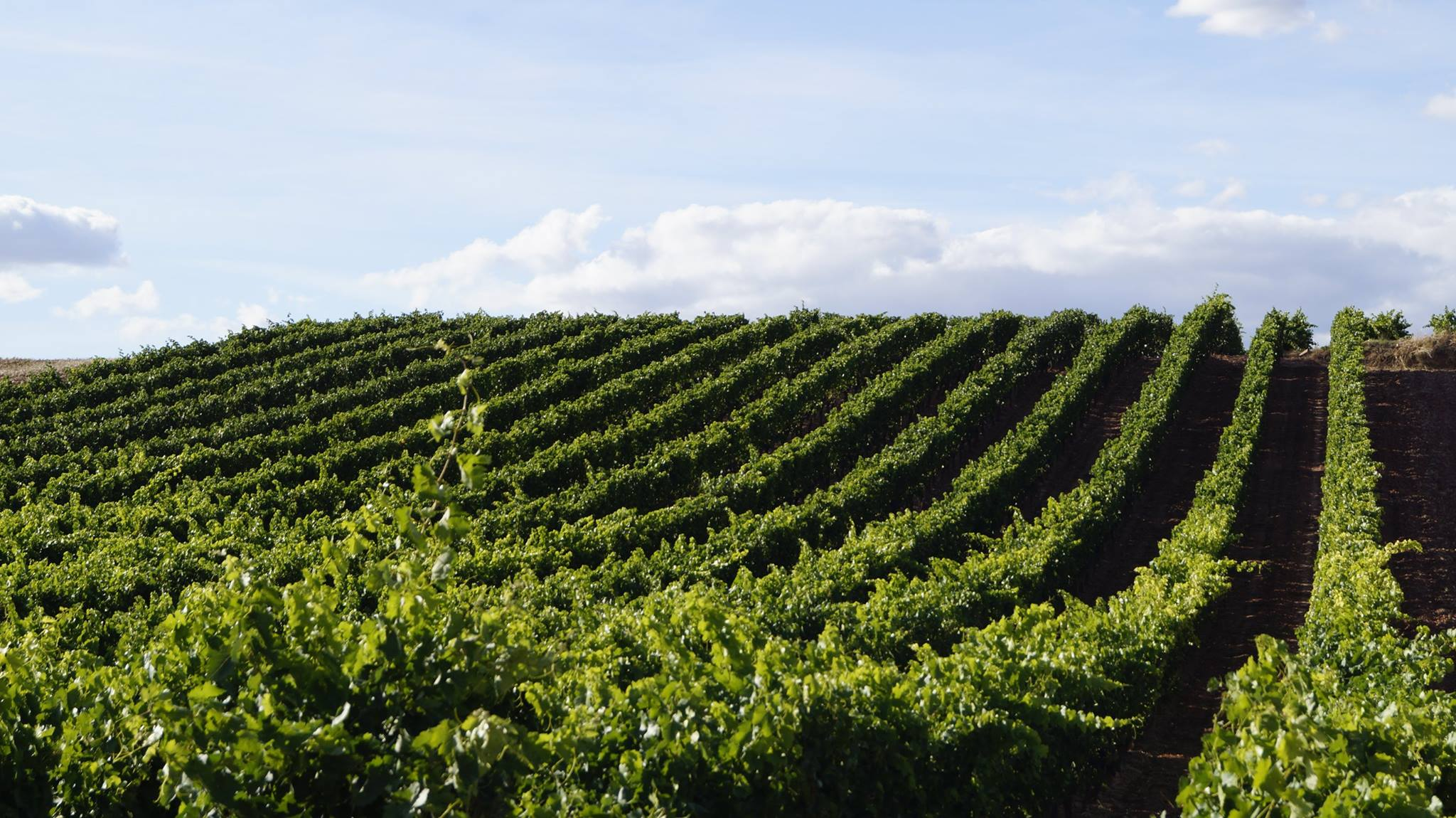

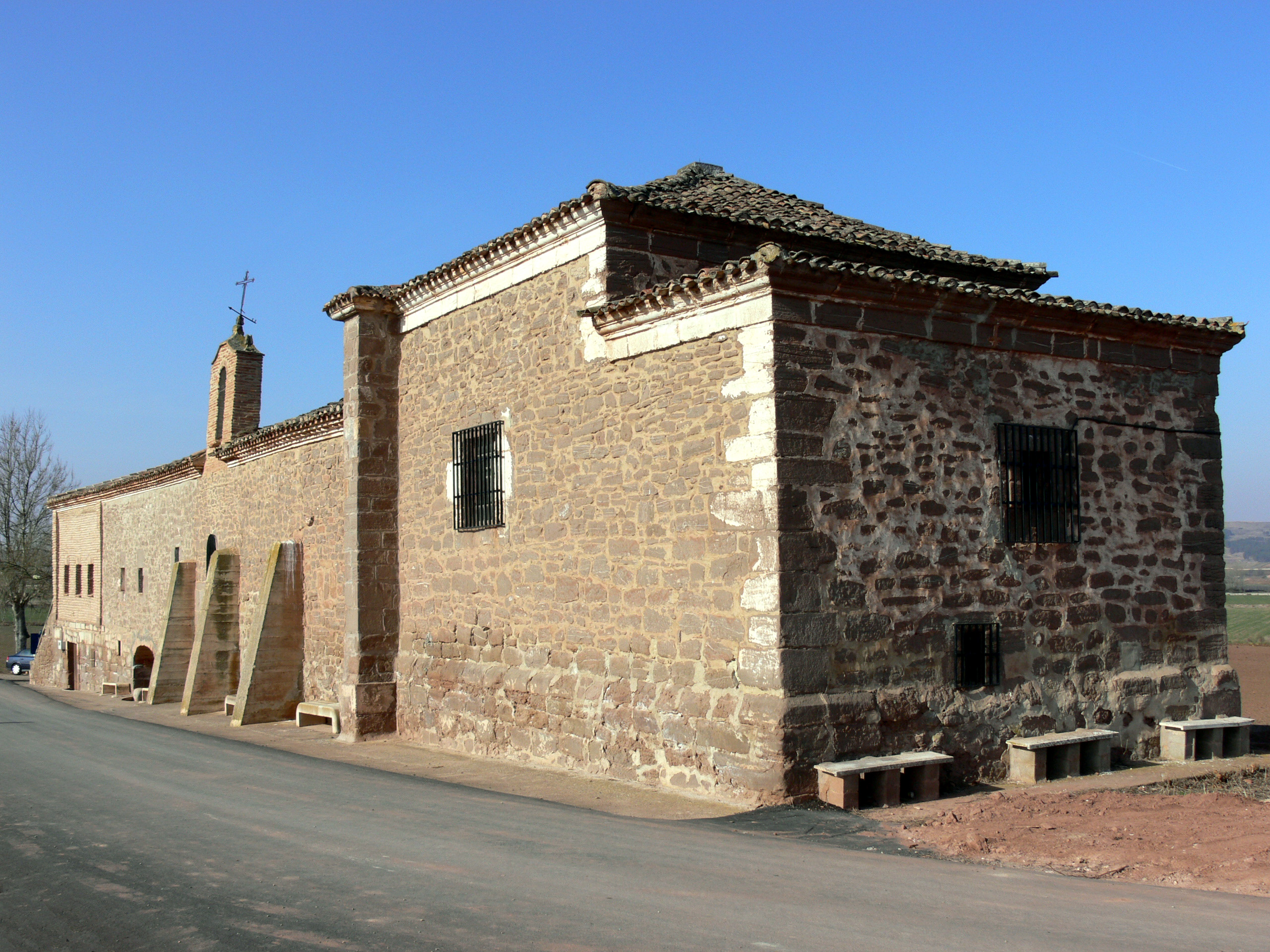
Ermita de la Virgen del Prado, vista lateral.

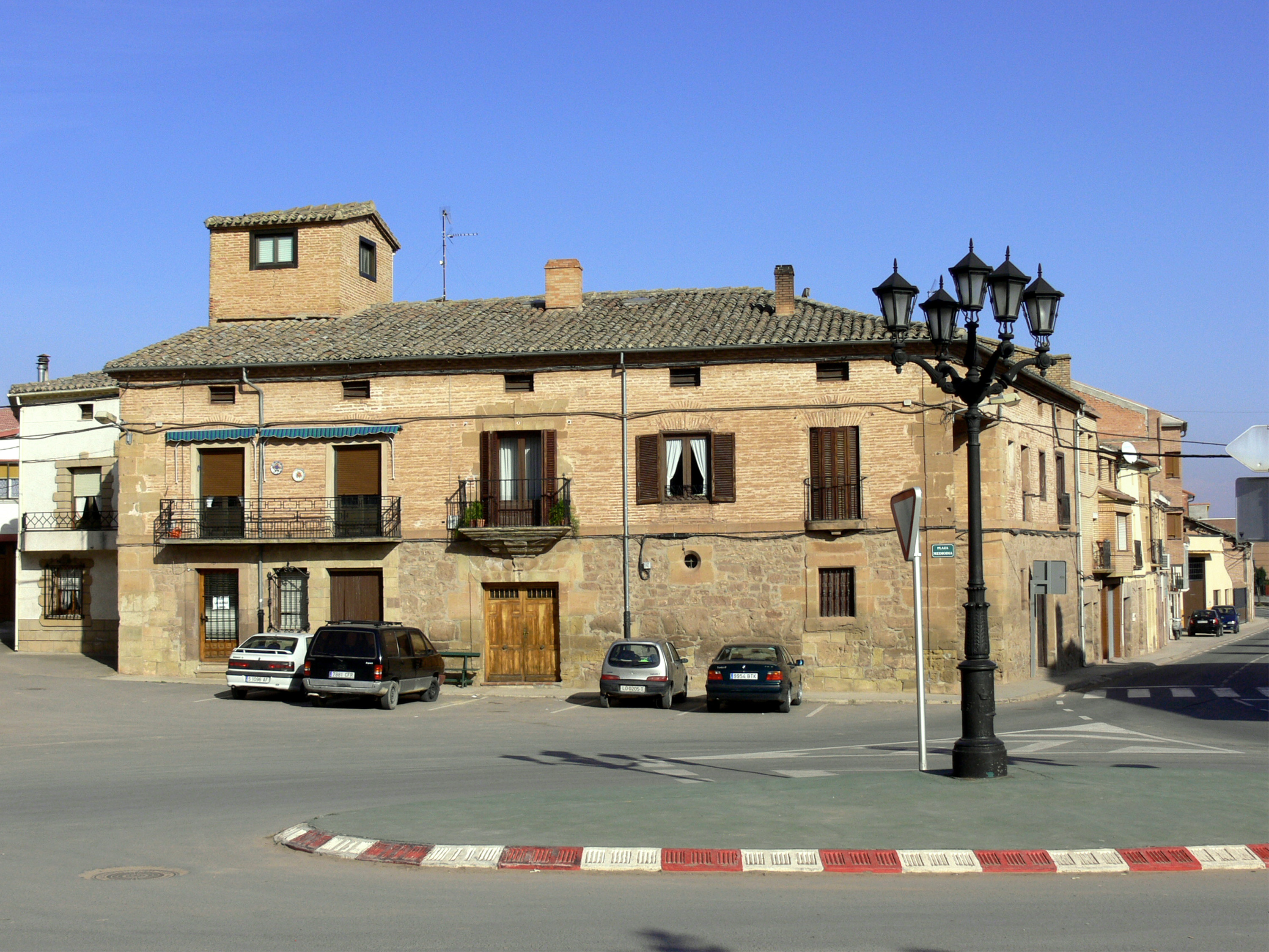
Plaza del Mediodía.
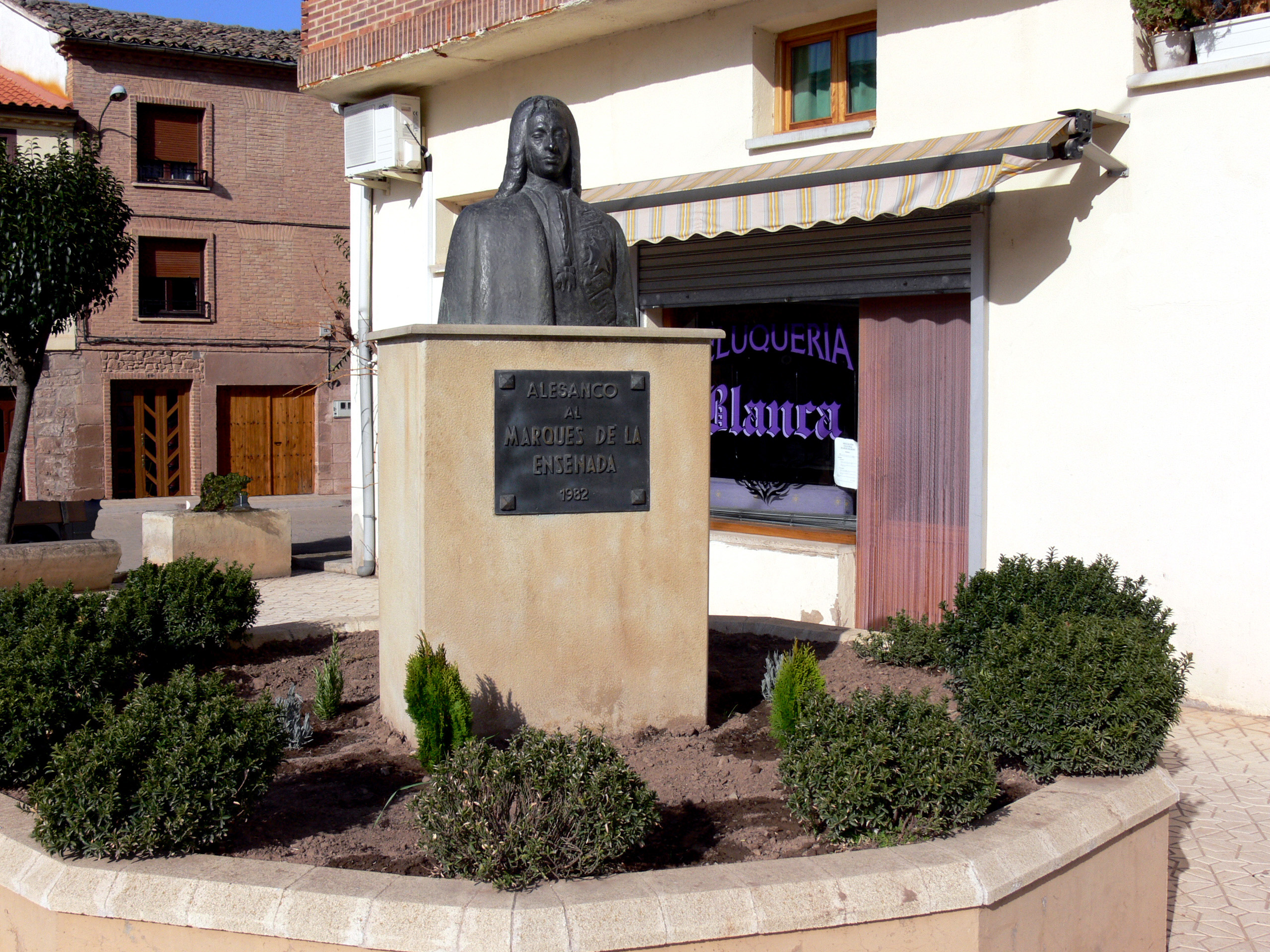
Monumento al Marqués de la Ensenada.